# Deux
Deux (hangul: 듀스; rr: Dyuseu) foi uma dupla sul-coreana de K-pop formada por Lee Hyun Do e Kim Sung-jae, que estreou em 1993. Ela foi uma das primeiras a incorporar o gênero hip hop na música coreana. Após dois anos de atividades, a dupla se separou em 1995 e no ano seguinte, um álbum de maiores êxitos foi lançado. 

## História
Lee Hyun Do e Kim Sung-jae se conheceram quando trabalharam como dançarinos de apoio do rapper coreano Hyun Jin-young. Então uma dupla foi formada e estreou em 1993 com o álbum homônimo Deux, que apresentou o single exitoso "Turn Around and Look at Me". Além de ajudar a introduzir o hip hop e o new jack swing na Coreia do Sul, a dupla também foi notável por popularizar a coreografia e a moda influenciadas pelo hip hop. Após o lançamento de mais três álbuns, a dupla encerrou suas atividades em 1995, com o objetivo dos integrantes seguirem suas respectivas carreiras solo.
Apenas um dia após sua estreia solo, em novembro de 1995, Kim Sung-jae foi encontrado morto por uma aparente overdose de drogas. No entanto, as circunstâncias exatas de sua morte permanecem sem solução. Após a morte de Sung-jae, Lee Hyun Do lançou o álbum de maiores êxitos da dupla de nome Deux Forever. Ele passou a trabalhar como produtor e compositor de artistas populares de K-pop e apareceu nos programas de televisão como YG Win e Show Me The Money.

## Discografia

### Álbums
- Deux (1993)
- Deuxism (1993)
- Rhythm Light Beat Black (1994)
- Force Deux (1995)
- Live 199507121617 (1995)
- Deux Forever (1996)

## Prêmios e indicações
| Ano  | Prêmio                       | Categoria                    | Trabalho indicado | Resultado |
| ---- | ---------------------------- | ---------------------------- | ----------------- | --------- |
| 2004 | Mnet Km Music Video Festival | Mnet Prêmio de Escolha do PD | Deux              | Venceu    |